# لازارو فالي
لازارو فالي هو لاعب كرة قاعدة كوبي، ولد في 18 ديسمبر 1962.

## وصلات خارجية
- لازارو فالي على موقع أوليمبيديا (الإنجليزية)